# Хидео Дойя
Хидео Дойя – шихан, 9 дан Ниппон кэмпо(Нихон-Кэмпо) , 2 дан дзюдо, 1 дан кендо, имеет титул «ханси» - почетный учитель по рукопашному бою Ниппон Кэмпо. Одна из значимых фигур в истории японского рукопашного боя Ниппон Кэмпо (Нихон-Кэмпо). Содействовал  в популяризации и продвижении этого боевого искусства во всем мире, в том числе в Украине и Казахстане .
Юность Хидео Дойя
Хидео Дойя родился в г.Нагасаки 14 декабря 1935 года. Отец Хидео Дойя увлекался дзюдо и привел мальчика в этот вид боевых искусств. В то время семья проживала на острове Фукусима, где не было ни одного додзё, в котором преподавали бы дзюдо, но зато был модный в то время волейбольный клуб, и потому юный Хидео Дойя занимался волейболом.  Когда Хидео Дойя перешел в старшую школу, ему позволили посещать додзё дзюдо, которое находилось на соседнем острове, куда необходимо было плыть на лодке. Но это было очень неудобно, и этот период занятий боевыми искусствами был очень непродолжительным: около полугода. Занятий волейболом в это время Дойя не оставлял.
Молодость Хидео Дойя
В апреле 1956 года Хидео Дойя поступает на факультет физкультуры в Токийский Университет Спортивных Наук Nippon. Тут он начинает серьезно заниматься в местном додзё дзюдо. Большинство из тех, кто занимался в этом додзё уже были обладателями черных поясов, и только двое, один из которых был Дойя, были новичками и имели белый пояс. Однако Хидео Дойя очень быстро прогрессирует и по окончании учебы достигает 2-го дана, черный пояс по дзюдо. Тут же он интересуется и другими боевыми искусствами, и достигает 1 дан черный пояс по кендо. При этом, Хидео не перестает заниматься волейболом.
По окончании Токийского Университета в апреле 1960 года он устраивается на работу в Университет Кансай во втором тогда по значимости городе Японии – Осаке и работает преподавателем по спортивным дисциплинам. В 1964 году волейбол и дзюдо впервые были включены в программу Олимпийских игр, и потому специализация Хидео Дойя по волейболу и дзюдо пришлась как нельзя кстати.
Знакомство с Ниппон Кэмпо
В Кансайском Университете именно в это время работал старшим преподавателем Саваяма Масару, основатель японского рукопашного боя Ниппон Кэмпо. Ниппон Кэмпо в 1960 году было уже популярным  боевым искусством в Японии: в 1954 году оно преподавалось как официальная боевая дисциплина в Кансайском Университете, с 1958 года спецподразделения  полиции и Сил Самообороны Японии стажировались по этой дисциплине. Хидео Дойя  был знаком с Саваяму Масару еще до получения вакансии в Кансай Университете.  Масару, очень часто по работе посещая Токио, где заметил перспективного студента еще в то время, когда  он занимался дзюдо во время учебы Токийском Университете. В Кансайском университете  Хидео работал вместе с Саваяму Масару и буквально с первых дней поступления на работу начал осваивать новое боевое искусство  - Ниппон Кэмпо.
Другие боевые искусства
В период работы в Кансайском Университете Хидео с 1960 года по 1964 год, когда  Дойя серьезно увлекся боевыми искусствами рукопашного боя, он знакомится с мастером Инуи Рюхо и практикуется с ним  в Шорюкен( уличный бой).
После перехода в Университет Осаки Хидео Дойя по роду работы общается с легендарным Сё-Досином (Накано Митико, по деду Накано Мицури), основателем Сёриндзи-кэмпо, который в это время преподавал боевых искусств в этом университете.  Сё-Досин, потомственный японский солдат, в прошлом разведчик, бывший член общества “Черный дракон”, человек с богатой биографией,  посвятивший свою жизнь боевым искусствам, оказал большое влияние на становление Хидео Дойя как воина и его отношению к боевым искусствам.
Хидео Дойя и Ниппон Кэмпо
Будучи преподавателем дзюдо и волейбола, Хидео Дойя предложил себя в качестве помощника Саваяме Масару  во время тренировок в часы, свободные от работы. Хидео очень сблизился с мастером Саваямой, и так как жил совсем недалеко от него, то бывал у него дома очень часто, не менее 2 раз в неделю.   Дома у Саваямы он познакомился  с самым известным его последователем Гоки Кинуей. C 1962 года Хидео Дойя начинает работать по совместительству в Университете Осаки, который в конце концов приглашает его перейти на постоянную  работу. В 1967 году в этот же университет переводится профессор Саваяму Масару и общение Хидео Дойя с основателем Ниппон Кэмпо становится еще более плотным.
В 1974 году Хидео Дойя получает 6 дан и становится профессором (шихан)  организации Ниппон Кэмпо Кай и получает титул «ханси»(почетный учитель). Такой титул в японских боевых искусствах имеет только тот, чье искусство превысило уровень простого сенсея -  Учителя Пути (До).
После смерти в 1977 году Саваямэ Масару(Сокэ) Хидео Дойя все больше посвящает себя Ниппон Кэмпо, развитию и популяризации этого боевого искусства в Японии и за рубежом.  В 1982 году он занимает должность менеджера по развитию Ниппон Кэмпо Кай, а с 1983 года полностью переходит на работу в эту организацию, оставив любимый им волейбол,  для развития которого он также сделал очень много.  C 1987 года он становится самой значимой фигурой в мире Ниппон Кэмпо  - занимает место главного международного руководителя Ниппон Кэмпо Кай, сменяя на этом посту того самого  Гоки Кинуя, с которым познакомился более 20 лет назад в доме Масару. С апреля 1992 года Хидео Дойя становится техническим руководителем Ниппон Кэмпо Кай, и в этом качестве участвует в организации соревнований и семинаров по всему миру. Многие из известных сейчас фигур и функционеров в Ниппон Кэмпо,  не японцев, именно в это время познакомились с этим боевым искусством. Многим из них посчастливилось учиться у Хидео Дойя.
В апреле 2001 года Хидео Дойя по возрасту переходит на более спокойную работу, которая не требует такого большого количества командировок и становится заместителем главы совета организации Шодан Сокю Ниппон Кэмпо Кай, однако не прекращает преподавания, правда, теперь, чтобы учиться у Хидео Дойя, необходимо приезжать в Японию. В 2012 году именно Хидео Дойя обучает и аттестует в Осаке на 3 дан Вячеслава Журавлева, а также способствует в создании Ниппон Кэмпо Ukraine – организации Ниппон Кэмпо в Украине.
В декабре 2017 года Хидео Дойя получает почетный кю-дан (9-й дан) Ниппон Кэмпо.